# Ernst Uebel
Ernst Robert Uebel (Klingenthal, 9 de junio de 1882-ib., 11 de noviembre de 1959) fue un compositor y músico alemán.

## Biografía
Ernst Uebel nació un 9 de junio de 1882 en Klingenthal, al sur de Sajonia de la Alemania imperial. Durante su juventud se dedicó a la fabricación de instrumentos musicales y tiempo después se matriculó como estudiante de grado avanzado en la escuela de música de la ciudad de Klingenthal. Una vez graduado, trabajó en la escuela de música de la ciudad de Klingenthal como profesor de instrumentos de cuerda y viento y, a partir de 1911, también dirigió la orquesta de la Ciudad de Klingenthal. 
En 1921 fue nombrado director municipal de música y en 1928 recibió el diploma de maestro de oficio. Ernst ha conseguido reconocimiento lo largo del tiempo debido a su marcha militar Jubelklänge (op. 70), compuesta en 1926, que todavía forma parte del programa regular de literatura musical de marchas de alta calidad, y es tocada una y otra vez por numerosas bandas de música. 

## Composiciones

### Obras para Orquesta
- 1926 Jubelklänge (Konzertmarsch)
- Festfanfaren (Marsch)
- Frohe Menschen (Marsch)
- Gruß aus Klingenthal bzw. Mit Spiel voran (Marsch)
- Triumph der Tat (Marsch)
- Rastlos vorwärts! (Marsch)